# Martika’s Kitchen (piosenka)
Martika’s Kitchen – piosenka tytułowa i drugi singel z drugiego albumu Martiki. Utwór znalazł się na 93. miejscu amerykańskiej listy Billboard Hot 100 i na 17. na brytyjskiej UK Singles Chart. Piosenka została napisana i wyprodukowana przez Prince’a.

## Listy przebojów
| Lista (1991–1992)         | Pozycja | Liczba tygodni |
| ------------------------- | ------- | -------------- |
| Australian Singles Chart  | 29      | 5              |
| Canadian Singles Chart    | 34      | 10             |
| Dutch Singles Chart       | 38      | 10             |
| German Singles Chart      | 40      | 10             |
| New Zealand Singles Chart | 23      | 8              |
| Swedish Singles Chart     | 21      | 2              |
| US Billboard Hot 100      | 93      | 2              |
| UK Singles Chart          | 17      | 10             |